# Gail Tsukiyama
Gail Tsukiyama – amerykańska powieściopisarka.
Jej matka pochodzi z Hongkongu, ojcem jest Japończyk z Hawajów. Debiutowała na początku lat 90., powieścią Women of the Silk. Akcję utworów często osadza w japońskich lub chińskich realiach, np. wydana w 2007 w Polsce Ulica tysiąca kwiatów rozgrywa się w Japonii, głównie w Tokio i obejmuje lata 1939-1965.

## Twórczość
- Women of the Silk (1993)
- The Samurai's Garden (1995)
- Night of Many Dreams (1998)
- The Language of Threads (1999)
- Dreaming Water (2002)
- Ulica tysiąca kwiatów (The Street of a Thousand Blossoms 2007)